# Dehtářský potok
Dehtářský potok je levostranným přítokem Vltavy v okrese České Budějovice. Nachází se na něm sedmý největší rybník v Jihočeském kraji a desátý v celé České republice – Dehtář.

## Popis toku
Pramení u obce Vrábče v nadmořské výšce 519 m na severozápadním svahu návrší Třebiště (566 m) na okraji Prachatické hornatiny. Od svého prameniště míří na severozápad, u Kvítkovic protéká soustavou rybníků. U Dehtářů ostře stáčí svůj tok k východu. V tomto zlomu byl vybudován největší rybník na tomto potoce – Dehtář. Dále protéká obcí Čejkovice, za níž napájí mohutnou soustavu rybníků severozápadně od města České Budějovice (Mlýnský, Horní a Dolní Machovec, Blatec, Starohaklovský rybník, Vrbenské rybníky). Do Vltavy vtéká u vsi Bavorovice.

## Vodní režim
Průměrný průtok Dehtářského potoka u ústí činí 0,61 m³/s.

## Mlýny
- Podvrážský mlýn – Čakovec, kulturní památka